# Théorème d'Ehresmann
En mathématiques, le théorème de fibration d'Ehresmann affirme qu'une application de classe C2
{\displaystyle f\colon M\to N}
où M et N sont des variétés différentielles de classe C2, telle que
1. f est une submersion surjective, et
2. f est propre,

est une fibration localement triviale. 
Ceci est un résultat fondamental de topologie différentielle et admet de nombreuses variantes. Il est dû à Charles Ehresmann.